# أكني انومان (أرزان)
أكني انومان هو دُوَّار يقع بجماعة أرزان، إقليم تارودانت، جهة سوس ماسة في المملكة المغربية. ينتمي الدوّار لمشيخة أرزان التي تضم 23 دوار. يقدر عدد سكانه بـ 168 نسمة حسب الإحصاء الرسمي للسكان والسكنى لسنة 2004.

## روابط خارجية
- البوابة الوطنية للجماعات الترابية
- المندوبية السامية للتخطيط